# Acier au creuset
L'acier au creuset ou acier fondu désigne l'alliage de Fe à faibles proportions de carbone C, dur et apte au polissage, produit selon quelques procédés historiques d'élaboration d'acier par fusion dans un creuset. Ces procédés fort variables consistent essentiellement à affiner ou refondre du fer ou de l'acier de cémentation préalablement élaborés dans un four distinct. L'acier fondu obtenu au creuset est souvent un acier de qualité supérieure, dont l'importance technique et culturelle est essentielle : wootz pour la fabrication d'armes en Inde, aciers d'Huntsman à Sheffield au milieu du XVIIIe siècle pour les ressorts d'horlogerie, outils de grande résistance et petites pièces de luxe, acier de l'entreprise rhénane Friedrich Krupp coulé en pièce de grande taille, par exemple en long canon ou affut de canon, un siècle plus tard etc.

## L’acier au creuset indien
L'étude des phénomènes d'aciération est complexe au cours des opérations successives de formation de l'acier : il est bien difficile de reproduire des aciers de même propriété, à partir des mêmes ingrédients purifiés et/ou des minerais similaires, et la moindre irrégularité au cours d'une opération influe fortement sur la nature et la qualité de l'acier. L'acier de qualité aléatoire produit s'applique à un usage, parmi une multiplicité d'usages, offert au forgeron. L'Inde hindouiste a choisi de manière précoce une résolution technique ambitieuse : la fusion et le mélange, à l'image du grand barattage divin qui peut toujours homogénéiser temporairement le monde.

### L’acier au creuset d’Asie Centrale
Proche du wootz indien, cet acier au creuset est probablement issus d’une masse de fer séparée par une barrière de verre fondu (ou issue de scories récupérées) d’un empilement de couches alternatives de fer et de charbon de bois. Les couches supérieures de fer se chargent de carbone par cémentation, se transforment en fonte qui coule vers le bas et imprègne la masse de fer. Ce type d’acier au creuset se distingue par là des méthodes utilisant des morceaux de fonte comme source de carbone.

### L’acier au creuset Viking?
Quelques épées viking d’Europe du Nord sont faites d’acier au creuset, cette technique étant le probable fruit des intenses échanges sur les grandes routes commerciales du Nord autour du  Xe siècle, traversant les détroits danois et la mer Baltique entre l'Europe atlantique et les terres septentrionales de l'Orient européen, avant d'atteindre le Moyen-Orient ou l’Asie centrale. L’acier à très haute teneur en carbone est difficile à travailler et souder par forgeage. Les wootz indiens et moyen orientaux se distinguent par leurs éléments traces comme le vanadium présent dans les minerais indiens. Les épées viking wootz +Ulfberh+t présentent ces éléments rares et utilisaient probablement un minerai originaire d’Afghanistan. Il est difficile d’établir avec certitude si les peuples nordiques produisaient aussi leur propre acier au creuset avec des minerais locaux ou importés, ou forgeaient des billons wootz importés, ou achetaient des lames finies auxquelles ils fixaient une poignée.

## Europe occidentale: corporations métallurgistes et industrie moderne
Les productions d'acier en petite quantité au creuset sont connues en Europe médiévale, et transmises longtemps par des corporations d'artisans cultivant souvent le secret de fabrication au delà de la Renaissance. Ces techniques les plus anciennes s'apparentent le plus souvent à des procédés de cémentation, en grande partie superficielles, qu'à des procédés de réelle fusion. Contrairement à une idée reçue, le monde mérovingien et carolingien sait fabriquer les épées et armes à tranchant d'acier les plus réputées, et les marchands et pirates scandinaves les recherchaient et souvent les achetaient.   

### Procédé de Benjamin Huntsman et ses avatars à Sheffields
Le wootz indien est produit dans un creuset à des températures suffisantes pour fondre la fonte mais inférieures à la température de fusion de l’acier. Le wootz est donc le résultat d’une carburation de l’acier à l’état pâteux dans un bain de fonte à la densité différente. Le taux de carbone dans un billon de wootz est donc très hétérogène. Au contraire, l’utilisation du coke comme combustible permet à Huntsman de liquéfier totalement l’acier, et d’égaliser son taux de carbone.
Les aciers produits par l'affinage de la fonte, comme les aciers naturels sont très hétérogènes, car obtenu par décarburation partielle. Les fers obtenus par puddlage se prêtent bien à la cémentation. Mais leur recarburation reste superficielle, le métal obtenu est lui aussi hétérogène :
« Anciennement, l'acier n'était jamais fondu ni coulé après sa fabrication ; dans un seul cas, celui du wootz, il était fondu pendant la fabrication même. Quelle que fût la méthode […] l'acier en masse n'était pas obtenu à l'état homogène. Même par la cémentation du fer en barres, certains défauts qui se manifestent dans la fabrication du fer, surtout ceux inhérents à la présence des laitiers, se perpétuaient plus ou moins dans l'acier en barres[…]. Or la fusion et le moulage de l'acier remédient au mal signalé, et l'on peut ainsi se procurer des lingots d'une composition parfaitement homogène dans toutes leurs parties. C'est à Benjamin Huntsman que l'on est redevable de la solution pratique de cet important problème. »
— J. Percy, Traité complet de métallurgie
Fabricant d'horloges, de serrures et d'outils divers, Benjamin Huntsman est insatisfait de la qualité des aciers qu'il travaille. Il mène des expériences pour produire un acier de meilleure qualité. Il développe son procédé, consistant à fondre des charges de 34 livres (soit 15,4 kg) dans des creusets en terre cuite. Le creuset, rempli de morceaux d'acier, est fermé, puis est chauffé avec du coke pendant près de 3 heures. L'acier en fusion est alors coulé dans des moules et les creusets sont réutilisés.
La qualité obtenue d'acier fondu, qui reste très dur, mais aussi cassant, ne se traite que difficilement au feu et ne se soude point au fer permet, par exemple, de réaliser des ressorts très performants pour l'horlogerie, tel que celui du chronomètre de marine de Harrison pour mesurer la longitude. Toute fabrication de pièces dures et bien polies s'ouvre : brunissoirs, alésoirs d'horlogerie, lancettes, rasoirs et objets de luxe ou de bijouterie. La méthode est par contre mal adaptée à la production de pièces volumineuses, mais de nombreuses améliorations industrielles au milieu du XIXe siècle apparaissent. 
Pourtant, signalons que l'industrie anglaise refuse au départ d'utiliser cet acier fondu, par ailleurs onéreux, car il s'avère bien plus dur que celui qui était jusqu'ici importé d'Allemagne. Déjà, à ses débuts, Hunstman producteur sans notable débouché n'a donc pas d'autre choix que d'exporter dans les cales des navires son acier fondu en excédent vers les côtes de France. Et la concurrence grandissante des couteaux français, réalisés à partir de l'acier fondu au creuset, inquiète déjà les coutelleries de Sheffield. Après avoir, sans succès, tenté de freiner puis d'interdire l'importation d'acier fondu, les industriels anglais font volte face et adoptent l'acier fondu.
L'acier fondu peut être retraité par des céments à base de matière charbonneuse pour saturer l'acier de carbone et augmenter sa dureté en gardant un grain uniforme, ce qui permet d'obtenir des cylindres ou des rouleaux de laminoirs très efficaces. 
Le monopole anglais d'acier cémenté fondu au creuset est brisé en 1805 par l'Allemand Johann Conrad Fischer (en).

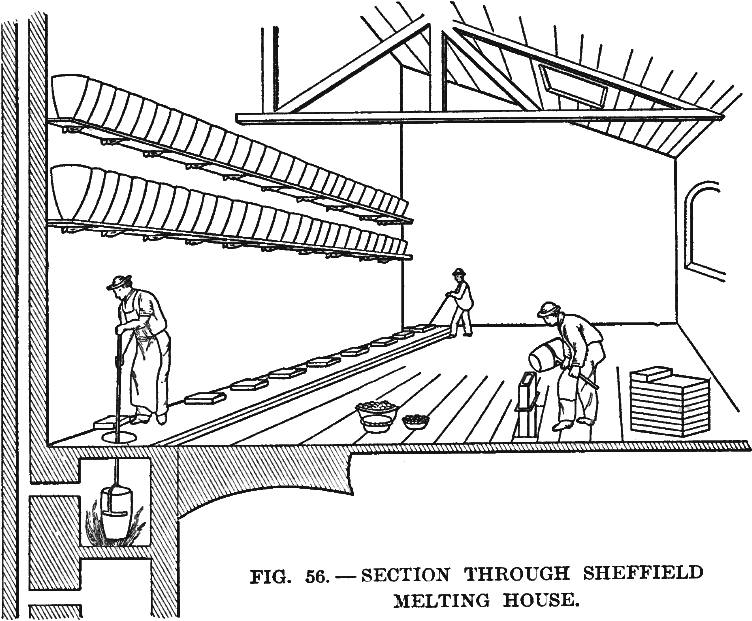
Croquis d'une halle de refusion où était élaboré l'acier au creuset, au milieu du XIXe siècle.

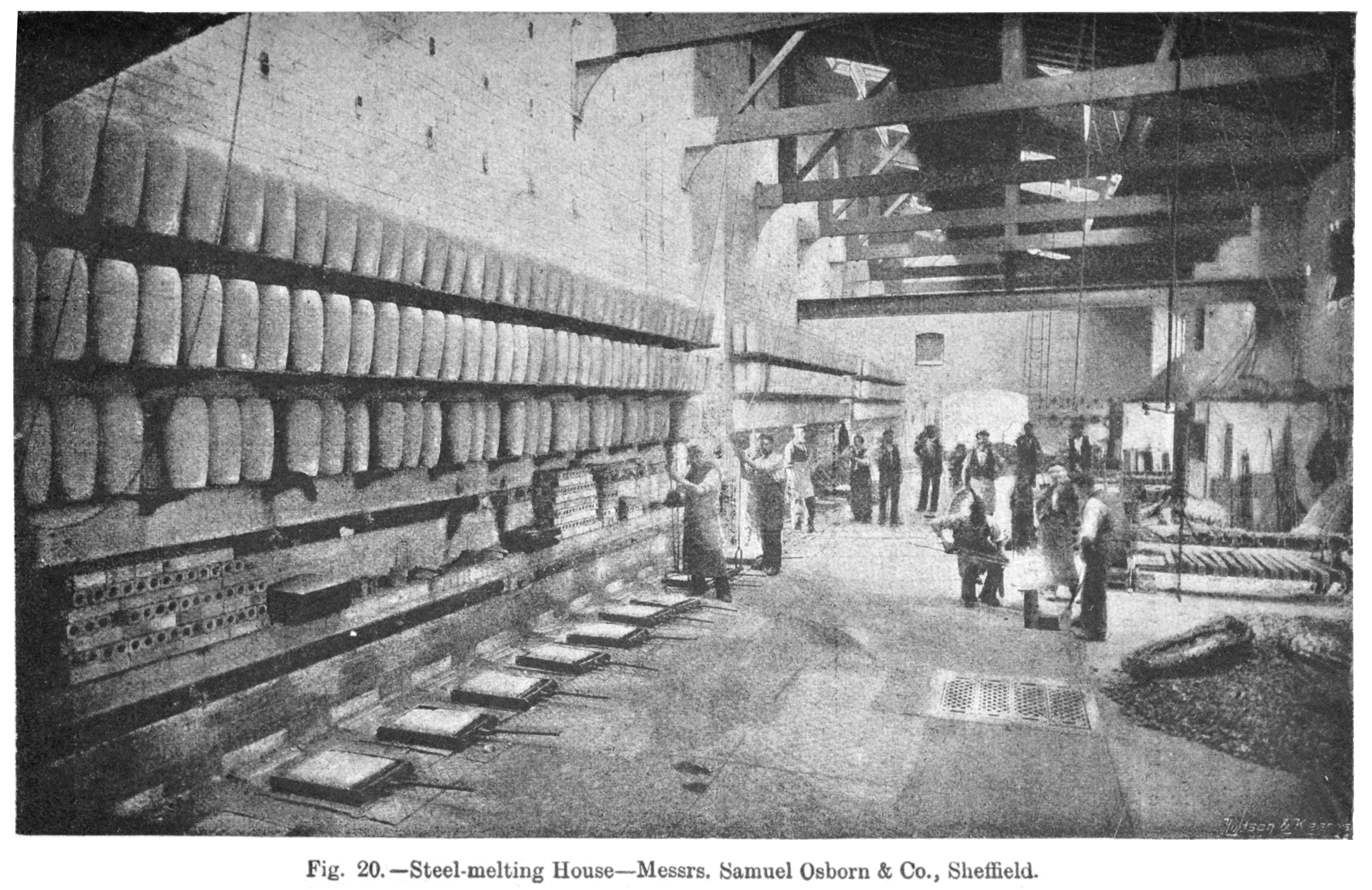
Usine Samuel Osborne & Co, produisant de l'acier au creuset à Sheffield.

## Améliorations européennes à la fin duXVIIIesiècleet auXIXesiècle
Le quaker Huntsman, homme du Siècle des Lumières, n'a point breveté son procédé et, ne se soucia guère de sa prospérité : « Jamais il ne consentit à faire prospérer ses affaires par aucun des moyens si communs aujourd'hui ». Son secret est éventé par un concurrent nommé Walker. Le partage et la diffusion de ce savoir-faire amènent une expansion spectaculaire de la production d'acier à Sheffield. Alors qu'avant l'invention de Huntsman, en 1740, moins de 200 tonnes d'acier y étaient produites par cémentation, un siècle après, la production d'acier au creuset atteint 20 000 tonnes d'acier : de Sheffield sort 40 % de l'acier produit en Europe. 
Il serait ridicule de passer sous silence dans l'histoire des techniques le bouleversement des Révolutions et l'apport des sciences. La Convention nationale prend conscience du manque dramatique d'acier en France, nation privée d'importations et confrontée aux besoins d'équipements et d'armements pour la guerre. Le comité de salut public charge les scientifiques de multiplier les appels aux hommes de l'art et aux anciens febvres. C'est ainsi que Claude Berthollet, Gaspard Monge et Alexandre Vandermonde, savants reconnus en métallurgie depuis 1786,  publie un avis aux ouvriers en fer sur la fabrication de l'acier, en 1793. Cet opus clair, accessible décrit trois espèces d'acier  : 
- i) l'acier naturel obtenu suivant la voie supposée naturelle ou commune par décarburation partielle de la fonte (voie vers le fer),
- ii) l'acier de cémentation, obtenu par le chauffage au fourneau à grand feu de barres ou bandes de fer de bonne qualité avec un cément, un charbon de bois de grande surface spécifique réduit en poudre fine.
- iii) l'acier fondu, présentant une dureté uniforme et apte au polissage. L'acier fondu est produit par la fonte des deux premiers aciers, même si l'acier de cémentation l'emporte.

Le passage par l'état liquide uniforme, atteint dans des petits fourneaux spécifiques en terre, à embouchure carrée, qui ne contiennent qu'un grand creuset, fait disparaître les hétérogénéités, cendrures et pailles, filandres et autres fils. Il n'existe hélas, déplorent les précédents auteurs, pas assez de bons potiers en France, pour construire des fours et surtout fabriquer des creusets de bonne qualité.
Selon l'ancien procédé commun aux aciéristes de Scheffield, les petits creusets de 9 à 10 pouces de haut et 6 à 7 pouces de diamètres, reçoivent les rognures des ouvrages en acier, préalablement soumis à ajustage. Chaque creuset rempli d'un flux secret (à base de verre et de coak combustible, issu d'une réduction lente du charbon de terre) est placé sur une brique ronde placée sur une grille du four, recevant l'air par un canal souterrain, avant de charger du coak autour du creuset et d'en remplir le fourneau. Le feu est allumé, et le four entièrement refermé, en imposant sur l'ouverture supérieure une porte faite de briques et entourée d'un cercle de fer. Le creuset reste cinq heures au fourneau avant que l'acier ne soit parfaitement fondu. Les fondeurs peuvent préparer des moules en fer, en forme de carré ou d'octogone, constitués de deux pièces de fer coulé, placés l'une contre l'autre. L'acier fondu est versé à l'une des extrémités. En dehors de ce moulage rudimentaire, il est possible d'étendre l'acier au marteau à l'instar d'un acier boursoufflé, mais le forgeron expérimenté doit prendre des précautions de frappe et ne le chauffer qu'avec parcimonie, parce que la matière à mettre en forme risque de se briser.  
En 1860, la production d'acier de Sheffield dépasse 80 000 tonnes, soit plus de la moitié de la production mondiale. Que s'est-il passé ? 
Depuis 1840, une véritable course aux grosses pièces a commencé. Le fondeur et aciériste Alfred Krupp qui maîtrise la production d'acier fondu avant 1846 à Essen en Prusse rhénane, s'y distingue, parvenant à couler et homogénéiser un énorme lingot de 2,25 tonnes en 1851, et de 21 tonnes en 1862. L'industriel de Rhénanie-Westphalie met en forme 30 000 tonnes tonnes d'acier en 1961, et son aciérie est loin d'être la seule en Allemagne.
La défaite affligeante de la France lors de la Guerre de 1870 amène enfin le ministère de la Guerre à revoir l'équipement désuet de l'artillerie et à remplacer la confection traditionnelle des "bouches à feu" en bronze par l'usage de l'acier fondu. Le chimiste Edmond Frémy avait proposé depuis deux décennies à l'académie des sciences le choix pratique pour les canons d'un acier doux, obtenu par fusion d'un alliage de trois parties de Fe avec un acier particulier. Proposant au ministre désormais accueillant, cette solution technique en l'adaptant sans tarder à l'industrie, l'armée l'invite en 1872 à poursuivre ses travaux d'urgences déjà réalisés pendant le siège de Paris à l'usine métallurgique de M. Dalisol. Il y effectue des essais concluants sur le "métal à canon" et rédige en 1873 un ouvrage ainsi titré, rapport converti en recueil de principes, qu'il offre aux prestigieux industriels français, maître de forge et fondeurs, travaillant avec le ministère.

### Disparition progressive du procédé par fusion au creuset
L'invention du procédé Martin-Siemens, dont l'idée germinative commune provient de la description par Réaumur d'une fusion de fer dans un bain de fonte, réalise également l'élaboration par la fusion du métal en permettant une meilleure efficacité énergétique grâce aux récupérateurs Siemens, la production de grandes quantités produites avec peu de main d'œuvre, l’utilisation de fonte brute en fusion ou de ferrailles au lieu de fer puddlé solidifié, etc.
Avec le procédé Martin-Siemens, mais aussi les procédés Bessemer et Thomas-Gilchrist concernant divers affinages de la fonte, l'acier devient un produit de consommation courante, alors que l'acier fondu au creuset, plus onéreux, sert à la production des aciers à haute teneur en carbone et des alliages réservés aux applications les plus exigeantes, jusqu’à la baisse des coûts de production des fours électriques au milieu du XXe siècle.